# Конькобежный спорт на зимних Олимпийских играх 1948
Соревнования по конькобежному спорту на зимних Олимпийских играх 1948 года в Санкт-Морице. Было разыграно 4 комплекта медалей на дистанциях 500 м, 1500 м, 5000 м и 10000 м. Соревновались только  мужчины. Участие в забегах приняли 68 спортсменов из 15 стран. 12 спортсменов выступили на всех дистанциях.

### Призёры
На дистанции 500 метров победитель показал результат 43,1 секунды, в борьбе за второе место три конькобежца показали одинаковый результат 43,2 секунды и получили серебряные медали. 
| Дистанция | Золото         | Серебро                                        | Бронза        |
| --------- | -------------- | ---------------------------------------------- | ------------- |
| 500 м     | Финн Хельгесен | Кен Барталамью Роберт Фитцжеральд Томас Буберг | -             |
| 1500 м    | Сверре Фарстад | Оке Сейфарт                                    | Одд Лундберг  |
| 5000 м    | Рейдар Лиаклев | Одд Лундберг                                   | Гёте Хедлунд  |
| 10000 м   | Оке Сейфарт    | Ласси Парккинен                                | Пентти Ламмио |

## Участники
- Австрия — 3
- Бельгия — 1
- Канада — 4
- Чехословакия — 1
- Дания — 1
- Финляндия — 5
- Великобритания — 5
- Венгрия — 5
- Италия — 4
- Нидерланды — 4
- Норвегия — 12
- Республика Корея — 3
- Швеция — 6
- Швейцария — 5
- США — 9

### Медальный зачёт
| Место | Страна    | Золото | Серебро | Бронза | Всего |
| ----- | --------- | ------ | ------- | ------ | ----- |
| 1     | Норвегия  | 3      | 2       | 1      | 6     |
| 2     | Швеция    | 1      | 1       | 1      | 3     |
| 3     | США       | 0      | 2       | 0      | 2     |
| 4     | Финляндия | 0      | 1       | 1      | 2     |